# Orazio Frezza
Orazio Frezza (Naples, ... - ...) est un peintre italien baroque  du  XVIIe siècle actif dans sa ville natale.

## Biographie
Orazio Frezza s'est formé auprès de Giovanni Battista Benaschi. Par la suite  il a étudié les œuvres de Giovanni Lanfranco et Le Dominiquin qu'il a imité avec un certain succès. Il a peint pour une église à Naples, un Calvaire désormais exposé à Castel Capuano.
Il est mort jeune, à l'âge de 36 ans

## Œuvres
- Calvaire, Castel Capuano.
- Fresques, église Santa Maria Regina Coeli, Naples.

## Sources
- (en) Cet article est partiellement ou en totalité issu de l’article de Wikipédia en anglais intitulé « Orazio Frezza » (voir la liste des auteurs).